# Diaethria boliviana
Diaethria boliviana är en fjärilsart som beskrevs av Johannes Karl Max Röber 1915. Diaethria boliviana ingår i släktet Diaethria och familjen praktfjärilar. Inga underarter finns listade i Catalogue of Life.